# Flughafen Belgaum

i8
i11
i13
Der ca. 758 m hoch gelegene Flughafen Belgaum (englisch Belgaum Airport, auch Belagavi Airport, IATA-Code: IXG, ICAO-Code: VOBM) ist ein nationaler Flughafen ca. 15 km (Fahrtstrecke) östlich der Großstadt Belagavi (ehemals Belgaum) im Bundesstaat Karnataka im Südwesten Indiens.

## Geschichte
Im Jahr 1942 wurde der Flughafen von der britischen Kolonialmacht als Militärflughafen gebaut. Die ersten Linienflüge mit Propeller-Maschinen begannen in den 1990er Jahren. In den Jahren nach 2015 wurde die Start- und Landebahn für kleinere und mittlere Düsenflugzeuge ausgebaut und ein neues Terminal-Gebäude eingeweiht.

## Verbindungen
Derzeit betreiben mehrere indische Fluggesellschaften mehrmals tägliche Flüge nach Hyderabad und Mumbai, aber auch Bangalore, Kadapa, Pune, Tirupati, Ahmedabad u. a. werden mindestens einmal wöchentlich angeflogen.

## Sonstiges
- Betreiber des Flughafens ist die Airports Authority of India.
- Es gibt eine Start-/Landebahn mit ca. 2300 m Länge.